# Реальные парни (телесериал)
«Реальные парни» (англ. Blue Mountain State) — американский комедийный сериал, показываемый по каналу Spike (США) с начала 2010 года. В России был показан по MTV. На территории Украины транслировался под оригинальным названием «Штат Голубая Гора». Повествование строится на истории жизни студенческой команды по американскому футболу.
20 февраля 2012 года было объявлено, что продолжение сериала на 4 сезон не планируется.

## Описание
Сериал рассказывает о трёх первокурсниках, которые поступили в колледж Мидвестерна благодаря футбольным стипендиям.
Алекс — талантливый квотербек, согласен сидеть на скамье запасных, чтобы не расстраивать друга Сэмми, которому доверили быть талисманом команды, а также из-за лени и нежелания тратить много сил. Крэйг — будущий профессиональный спортсмен, чью жизнь уже распланировала властная подружка.

## Герои сериала

### Краткое описание героев
- Алекс Морэн (Дэрин Брукс): студент, квотербек второго состава команды по футболу колледжа Блу Маунтин Стэйт (Blue Mountain State). Родом из Вайоминга. Прекрасно играет в футбол, однако будучи полным пофигистом закапывает свой талант в землю, поставив перед собой цель «4 года сидеть на скамейке запасных, отрываться на вечеринках и заниматься сексом со всеми подряд девушками колледжа». После окончания университета не собирается играть на профессиональном уровне, и хочет уехать работать учителем физкультуры в Вайоминг.
- Сэмпсон «Сэмми» Качатори (Крис Романо): лучший друг Алекса. Является талисманом футбольной команды, появляющимся на играх в костюме горного козла. Как и Алекс, вырос в Вайоминге. Не обладает привлекательной внешностью, и поэтому ему попадаются нестандартные студентки. Не раз выручал Алекса из плохих ситуаций, однако, как правило, ценой невольного вовлечения себя и окружающих в ещё более глупые и опасные ситуации.
- Кевин «Тэд» Касл (Алан Ричтсон): капитан футбольной команды, лайнбекер. Ввиду невысокого уровня интеллекта постоянно попадает в нелепые ситуации. Стремится попасть в профи. Живёт в «Козлятнике» — частном доме, в котором проходят главные футбольные вечеринки кампуса. Любит издевательства над новичками в команде. «Тэдом» стали называть после одного из случаев в младшей школе, оригинальное имя становится известно только по ходу сериала.
- Рэйдон Рэнделл (Пейдж Кеннеди): квотербек первого состава команды (2-й сезон). Пришёл в команду из Детройта, точнее из тюрьмы этого города. Склонен к мании величия. Считает себя круче всех, однако не пользуется доверием и уважением у сокомандников. Достаточно богат. Также пытался быть телевизионным ведущим.
- Крэйг Шайло (Сэм Джонс III): раннинбек первого состава команды (1-й сезон). Очень талантлив, однако находится во власти своей девушки Дэнисс, отказывающей ему в сексе, запрещающей ему пить, употреблять наркотики и ходить на вечеринки. Во второй половине первого сезона бросает Дэнисс, когда находит диск с её домашним порно. После этого начинает вести разгульную жизнь, наравне с другими членами команды. В начале первой серии второго сезона переходит в колледж Джорджии (это становится понятно после слов тренера Дэниелса «Мы проиграли финал, и мой единственный талант ушел в эту Джорджию»)
- Денисс Рой (Габриэль Дэнис): тираничная девушка Крэйга (1-й сезон). Всегда говорит Крэйгу о том, что она якобы девственница и они слишком юны для секса, при этом параллельно изменяя ему как с парнями, так и с девушками. Крэйг Шайло уходит от неё во второй половие 1-го сезона, однако Денисс достаточно быстро находит ему замену.
- Мэри Джо Качатори (Фрэнки Шоу): младшая сестра Сэмми (2-й сезон). Влюблена до ужаса в Алекса и намерена стать чирлидершой, для чего попала в группу поддержки команды. Для этого проходит все испытания под названием «7-дневной Ад новичков», включая последнюю проверку, ночь с талисманом команды, Сэмми — своим братом, (однако перед самым началом испытания была остановлена двумя главными чирлидершами). Имеет зависимость от алкоголя и наркотиков.
- Тренер Мартин «Марти» Дэниэлс (Эд Маринаро): главный тренер команды. Предпочитает жесткий стиль руководства командой. Не любит Алекса, однако признает, что у него есть потенциал.
- Ларри Саммерс (Омари Ньютон): друг Тэда Касла, порой кажущийся его верным слугой.
- Дебра Саймон (Дениз Ричардс): бывшая жена тренера Марти Дэниелса и нынешняя жена декана колледжа. Порой любит вспомнить прошлое и изменять мужу с тренером.
- Херман Тадескоу (Джеймс Кэйд): кикер футбольной команды. Находится в сильной зависимости от всех видов наркотиков. Во время 2-го сезона вспоминает что свой первый галлюциногенный гриб попробовал на дне рождения своей матери, когда Херману было 10 лет. Гриб мальчику дал его дядя, угрожая смертью, если тот откажется

## Появления героев в сериале по сезонам
| Имя                    | Кто в сериале         | Сезон               | Сезон                  | Сезон                    |
| Имя                    | Кто в сериале         | 1                   | 2                      | 3                        |
| ---------------------- | --------------------- | ------------------- | ---------------------- | ------------------------ |
| Роли первого плана     |                       |                     |                        |                          |
| Алекс Морэн            | Квотербек             | Запасной игрок      | Запасной игрок         | Стартер; капитан. (1-3)  |
| Тэд Касл               | Лайнбекер             | Стартер; капитан.   | Стартер; капитан.      | Стартер; капитан. (4-12) |
| Крэйг Шайло            | Раннинбек             | Стартер             |                        |                          |
| Рэйдон Рэнделл         | Квотербек             |                     | Стартер                |                          |
| Сэмми Качатори         | Маскот команды        | Билли, Горный козёл | Билли, Горный козёл    | Билли, Горный козёл      |
| Мэри Джо Качатори      | Чирлидер              |                     | Чирлидерша             | Чирлидерша               |
| Денис Рой              | подружка Крэйга Шайло | Студентка           |                        |                          |
| Роли второго плана     |                       |                     |                        |                          |
| Мартин «Марти» Дэниэлс | Главный тренер        | Главный тренер      | Главный тренер         | Главный тренер           |
| Ларри Саммерс          | Дефенсив бэк          | Стартер             | Стартер                | Стартер                  |
| Джон Джон Хендрикс     | Помощник тренера      | Помощник тренера    | Помощник тренера       | Помощник тренера         |
| Доналльд «Донни» Шрэб  | Центр                 | Стартер             | Стартер                | Стартер                  |
| Херман Тедеско         | Кикер                 | Основной кикер      | Основной кикер         | Основной кикер           |
| Дебра Саймон           | Бывшая жена Дэниэлса  |                     | Поддерживающая команду | Поддерживающая команду   |
| Маркус Гилдей          | Тренер нападения      |                     |                        | Тренер нападения         |

## Сезоны
| Сезон | Эпизоды | Телевидение      | Телевидение      | Телевидение    |
| Сезон | Эпизоды | Предпоказ        | Премьера сезона  | Финал сезона   |
| ----- | ------- | ---------------- | ---------------- | -------------- |
| 1     | 13      | н/д              | 11 января 2010   | 30 марта 2010  |
| 2     | 13      | 16 октября 2010  | 20 октября 2010  | 19 января 2011 |
| 3     | 13      | 17 сентября 2011 | 21 сентября 2011 | 30 ноября 2011 |